# Whispers in the Shadow
Whispers in the Shadow ist eine Band aus Österreich, die 1996 gegründet wurde. Die Band wurde bei der Wahl ihres Namens durch die Geschichte The Whisperer in Darkness von H. P. Lovecraft inspiriert.

## Geschichte
Whispers in the Shadow wurde von dem Sänger und Gitarristen Ashley Dayour ursprünglich als Soloprojekt gegründet. Nach diversen Demo-Veröffentlichungen folgten erste Auftritte in der Besetzung Ashley Dayour (Gesang, Gitarre), Richard Lederer (Bass), der auch für die Projekte Die verbannten Kinder Evas, Ice Ages und Summoning tätig ist, sowie Sebastian Adam (Gitarre). Den Platz am Schlagzeug übernahm zu dieser Zeit ein Drumcomputer.
Bereits ein Jahr später erhielt das Trio einen Plattenvertrag und veröffentlichte mit Laudanum ihr Debütalbum. 1999 folgte mit November das zweite Album, das stilistisch fast nahtlos an seinen Vorgänger anschließt und mit dem Lied Train einen Clubhit vorweisen konnte. Im Jahr 2000 kehrten Whispers in the Shadow in neuer Besetzung, und erweitert um den Schlagzeuger Markus Houben, mit dem dritten Album A Taste of Decay zurück. Kurz nach der Veröffentlichung des Albums verließ Houben die Band und wurde durch Curt Benes ersetzt. 2001 erschien mit Permanent Illusions das vierte Album – ein Konzeptalbum mit einer von dem österreichischen Autor Thomas Havlik geschriebenen Hintergrundgeschichte. Mit diesem Werk entfernte sich die Band zunehmend vom Gothic Rock und arbeiteten verstärkt mit Psychedelic-Rock-Elementen. Nach zahlreichen Konzerten in ganz Europa, unter anderem viermal hintereinander beim jährlichen Wave-Gotik-Treffen in Leipzig, veröffentlichte die Band ihr erstes Live-Album Everything You Knew was Wrong, eine Doppel-CD, auf der auch rare Stücke aus den Anfangstagen zu finden sind. Nach einer Tour mit der deutschen Band Garden of Delight wurde es ruhig um die Formation. Zahlreiche Besetzungs- sowie Labelwechsel zwangen sie zu pausieren.
2007 folgte ein neues Lebenszeichen durch die Live-CD A Cold Night, die beim 10-jährigen Jubiläumskonzert in Wien aufgenommen wurde. Ferner wurden die ersten beiden Alben Laudanum und November neu gemastert und mit exklusivem Bonusmaterial wiederveröffentlicht. 2008 unterschrieb die Band einen Plattenvertrag bei dem Label Echozone/Fastball und präsentierten im Herbst ihr erstes Studioalbum seit sieben Jahren, Into the Arms of Chaos – das sowohl musikalisch als auch textlich einen Neubeginn darstellen sollte. Produziert wurde dieses von John A. Rivers, der auch schon Alben von The Chameleons, Clan of Xymox, Virgin Prunes, Sopor Aeternus oder Dead Can Dance abmischte. Beeinflusst von der Chaosmagie und okkulten Autoren wie Austin Osman Spare, Aleister Crowley, Dion Fortune, Kenneth Grant, Arthur Machen und Algernon Blackwood sowie dem Cthulhu-Mythos von H. P. Lovecraft zeigte sich das Quartett musikalisch nun um einiges kraftvoller und härter als zuvor. Dieses Album erschien außerdem in einer Special Edition mit 70-minütiger DVD inklusive Livekonzert sowie Interviews und Hintergrundinformationen. 2009 wurde das Compilationalbum Borrowed Nightmares & Forgotten Dreams veröffentlicht. Dieses enthält neben zahlreichen Remix- und Coverversionen von Bands wie Persephone, Garden of Delight und The House of Usher auch fünf unveröffentlichte Stücke aus einem nie erschienenen Album. Auch gab es einen vielbeachteten Auftritt beim Wave-Gotik-Treffen sowie anderen Festivals, unter anderem erstmals auch beim M’era Luna Festival.
Im April 2010 folgt mit The Eternal Arcane das sechste Studioalbum. Dieses ist der zweite Teil einer Tetralogie über die verschiedenen Stufen der Alchemie. Das Vorgängeralbum Into the Arms of Chaos stellte den ersten Bereich „Nigredo“ dar; nun widmet sich die Band der zweiten Phase Albedo. Musikalisch wird der eingeschlagene Weg weitergeführt, allerdings gibt es auch Neuerungen wie z. B. weiblichen Gesang, eingesungen von Amandine Ferrari von der britischen Gothic-Rock-Band The Eden House, die sich aus ehemaligen Mitgliedern der artverwandten Fields of the Nephilim zusammensetzt. Auch wurde das erste, offizielle Musikvideo gedreht: Blood, Sweat & Tears ist eine Mischung aus Geschichte und Performance. Anfang des Jahres verließ der langjährige Drummer Curt Benes die Band, seinen Platz hinter dem Schlagzeug nimmt Reinhard Schwarzinger ein. Zur Wintersonnenwende am 21. Dezember 2010 wurde die auf nur 777 Stück limitierte Live-DVD Searching for Light, ein Mitschnitt eines Livekonzerts in Wien 2010, auf den Markt gebracht. Im April 2011 gingen Whispers in the Shadow gemeinsam mit Merciful Nuns und Vendemmian auf Europatournee und veröffentlichten die 6-Track-EP The Lightbringer, die unter anderem eine Coverversion des Leonard-Cohen-Klassikers First we take Manhattan und weitere unveröffentlichte Stücke enthält. Thematisch beschäftigen sich die meisten Stücke auf der EP mit dem Fall des Erzengels Luzifer.
2012 unterzeichneten Whispers in the Shadow einen Vertrag beim deutschen Gothic-Rock-Label Solar Lodge und veröffentlichten den dritten Teil ihrer Quadrologie, The Rites of Passage, der die alchemistische Phase Citrinitas behandelt. Auf diesem Album finden sich auch vermehrt orientalische Einflüsse, was vor allem durch den Einsatz von Hackbrett, diversen Perkussion-Instrumenten und dem Einsatz der Stimme von Vic Anselmo erreicht wird. Auch dreht die Band einen aufwändigen 6-min-Videoclip zum Titelsong, der wie das Album selbst die Thematiken Babalon/Thelema und die Tarotkarte „Der Mond“ behandelt. Auch hier gibt es einen Einfluss von H. P. Lovecraft. Im Anschluss ging man auf eine Europatournee, die auch Auftritte beim Amphi Festival in Köln und dem Shadowplay Festival in Belgien enthielt.

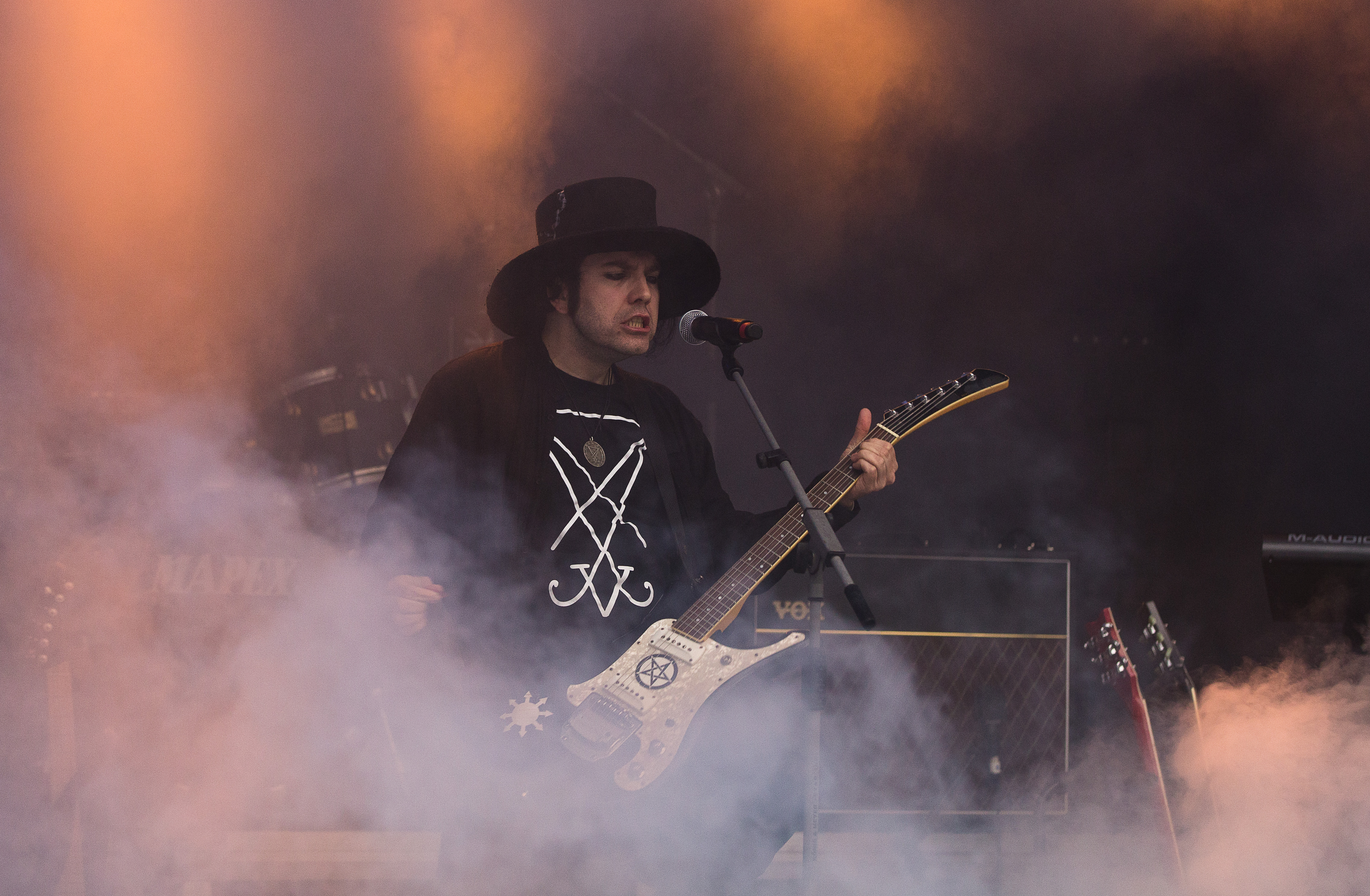
Whispers in the Shadow auf dem Nocturnal Culture Night Festival 2015

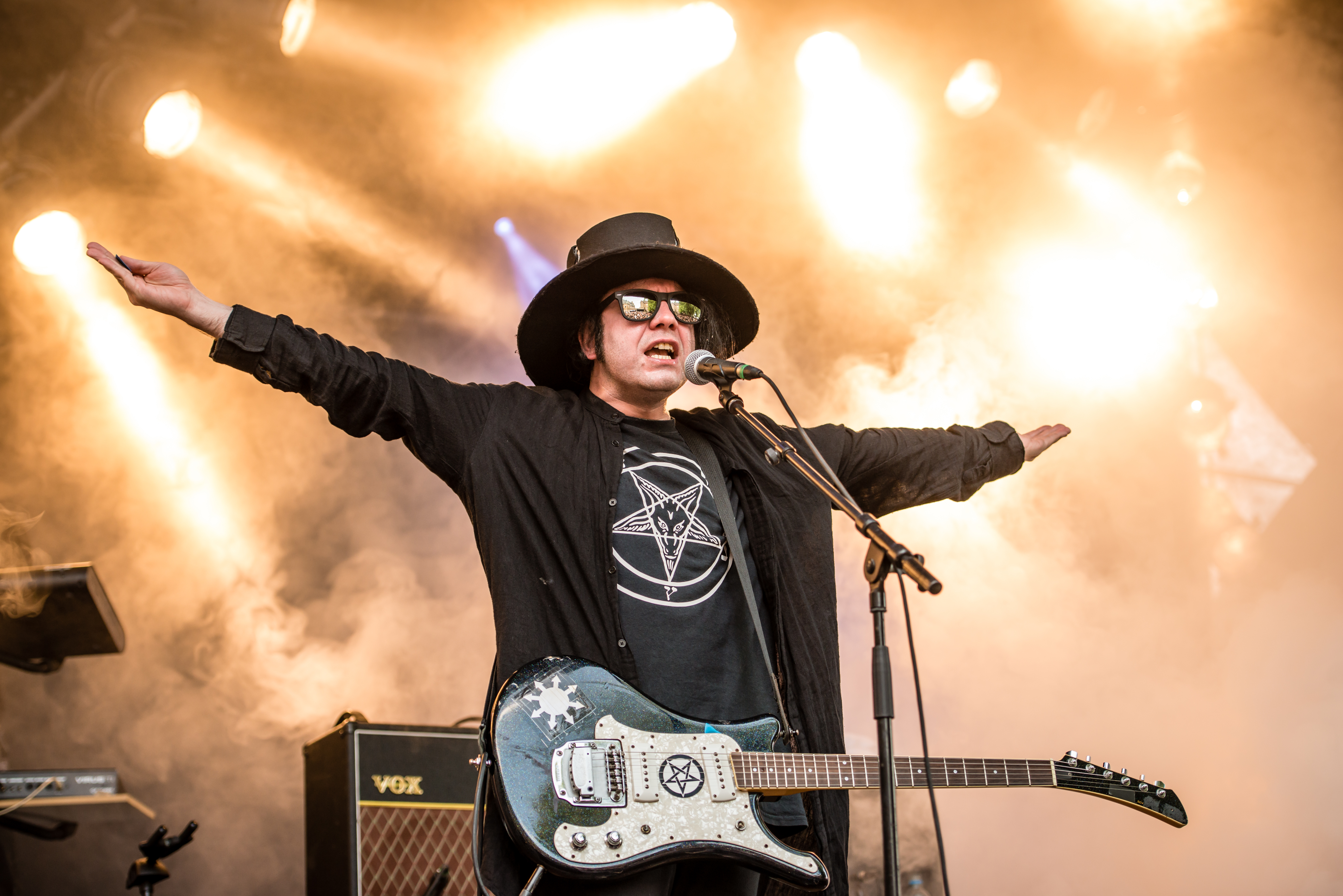
Whispers in the Shadow beim Castle Rock 2015

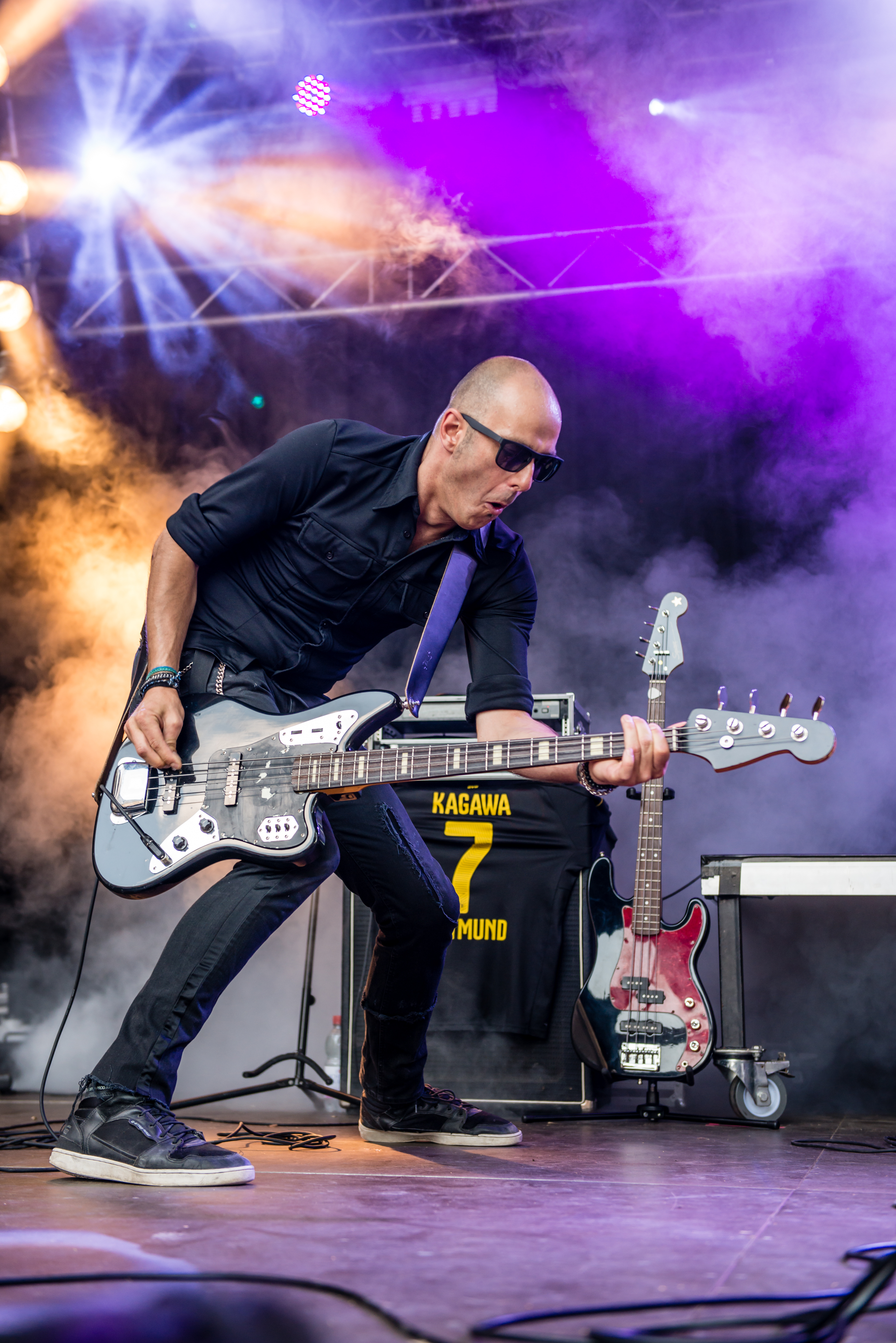
Whispers in the Shadow beim Castle Rock 2015

2014 veröffentlicht die Band den Abschluss ihrer 2008 begonnenen Quadrologie. Beyond the Cycles of Time unterscheidet sich mit seinem distanziert kalten Sound sehr von den Vorgänger Alben. Als Bonus Album wurde ebenso die CD „Dead Letter Songs 2007-2014“ herausgebracht, diese enthält neben unveröffentlichten Stücken auch drei Coverversionen von
David Bowie, U2 und Gary Numan. Ebenso zeitgleich wurde die DVD Images & Oracels sowie ein eigenes Tarot Set bestehend aus Cover Elementen der 4 Zyklus Alben
veröffentlicht.

## Stil
Die ersten beiden Werke waren noch deutlich durch Post-Punk und die Musik von The Cure geprägt. Mit dem dritten Album A Taste of Decay zeigten sich Whispers in the Shadow deutlich rock-orientierter. Gleichzeitig traten verstärkt Elemente des Progressive- und Post-Rock hervor ohne aber auf die Gothic Rock typischen Elemente zu verzichten. Die einschlägige Presse bezeichnet die Musik seitdem als „Goth Floyd“ und spielt damit auf den von Pink Floyd beeinflussten Stil der Band an.

## Trivia
Ashley Dayour war von 2006 bis 2007 auch als Gitarrist für die Band Veneno para las Hadas und von 2001 bis 2010 bei L’Âme Immortelle aktiv. Daneben betreibt er das Dark-Ambient-Soloprojekt Music For Rituals und ist auch als Songwriter und Gitarrist für die Band Coma Divine tätig, die sich aus Mitgliedern von L’Âme Immortelle und Persephone zusammensetzt. 2013 startete er gemeinsam mit dem Wiener Musiker David Pfister die Ghost Wave Gruppe The Devil & the Universe.

## Diskografie

### Alben
- 1997: Laudanum (Wiederveröffentlichung 2008)
- 1999: November (Wiederveröffentlichung 2008)
- 2000: A Taste of Decay
- 2001: Permanent Illusions
- 2008: Into the Arms of Chaos (How to Steal the Fire from Heaven) (auch als Limited Edition mit 70 min DVD inkl. Live-Konzert 2008)
- 2010: The Eternal Arcane
- 2012: The Rites of Passage
- 2014: Beyond the Cycles of Time
- 2018: The Urgency of Now
- 2020: Yesterday is forever
- 2023: Ghosts
- 2025: Rapture

### Kompilationen und Livealben
- 2003: Everything You Knew Was Wrong (Live-Doppel-Album)
- 2007: A Cold Night (Live in Vienna, 25. Oktober 2006)
- 2009: Borrowed Nightmares & Forgotten Dreams - The Remixed, The Reworked and The Abandoned (Kompilation)
- 2011: Searching for Light - Live in Vienna (auf 777 Stück limitierte live DVD)
- 2012: If Wormwood Falls - Live in Berlin 29.09.2012 (Download-Album)
- 2013: Live in Leipzig 20.05.2013 (Download-Album)
- 2014: Images & Oracles (Live in Vienna & Frankfurt 2011 DVD)
- 2014: Dead Letter Songs 2007-2014 (Outtakes-Album)
- 2021 Gilding The Lily - A Retrospective 1996-2021 (Best of Album teilweise neu aufgenommen)

### Singles, Demos und EPs
- 1996: Descent (Demo-Tape, Compilation)
- 2000: Autumn Leaves and Trippy Dreams (Live-EP)
- 2011: The Lightbringer (inkl. Limited Bonus EP Music for Rituals Vol. I – The Babalon Workings)